# Зубович, Константин Михайлович
Константин Михайлович Зубович (1901, деревня Поповцы, Вилейский район, Минская область — 28 декабря 1944) — Герой Советского Союза (1945).

## Биография
Родился в 1901 году в деревне Поповцы ныне Нарочанского сельсовета Вилейского района Минской области  Белоруссии. Работал в колхозе.
В июле 1944 года был призван в Красную Армию. На фронте Великой Отечественной войны — с ноября 1944 года.
В декабре 1944 года войска 2-го Украинского фронта форсировали реку Дунай на территории Венгрии. Гвардии рядовой К. М. Зубович в числе первых достиг правого берега реки, гранатами уничтожил пулемётные расчёты противника, огнём из захваченного пулемёта помог овладеть плацдармом и отбить пять вражеских контратак.
Погиб в бою 28 декабря 1944 года. Похоронен на воинском кладбище в посёлке Эрчи, медье Фейер, Венгрия.
Указом Президиума Верховного Совета СССР от 24 марта 1945 года  удостоен высокого звания Героя Советского Союза с вручением ордена Ленина и медали «Золотая Звезда».
За отличие при форсировании Дуная Указом от 24.03.1945 года Золотой Звездой Героя Советского Союза наградили ещё 14 воинов  из 2-го стрелкового батальона 1-го стрелкового полка старшего лейтенанта Забобонова Ивана Семеновича, в том числе: старшего лейтенанта Милова Павла Алексеевича, старшего лейтенанта Чубарова Алексея Кузьмича, лейтенанта Храпова Николая Константиновича, лейтенанта Колычева Олега Федосеевича, младшего лейтенанта Кутуева Рауфа Ибрагимовича, старшего сержанта Шарпило Петра Демьяновича, сержанта Ткаченко Ивана Васильевича, сержанта Полякова Николая Федотовича, рядового Зигуненко Ильи Ефимовича, рядового Остапенко Ивана Григорьевича, рядового Мележика Василия Афанасьевича, рядового Зубовича Константина Михайловича, рядового Трошкова Александра Даниловича...

## Память
- Его именем названы улицы в г. Вилейка, в с. Нарочь.
- В д. Поповцы на доме, где он жил, установлена мемориальная доска.